# Вынужденные колебания
Вынужденные колебания — колебания, происходящие под воздействием внешних периодических сил.
Автоколебания отличаются от вынужденных колебаний тем, что последние вызваны периодическим внешним воздействием и происходят с частотой этого воздействия, в то время как возникновение автоколебаний и их частота определяются внутренними свойствами самой автоколебательной системы.
Наиболее простой и содержательный пример вынужденных колебаний можно получить из рассмотрения гармонического осциллятора и вынуждающей силы, которая изменяется по закону: {\displaystyle F(t)=F_{0}\cos \left(\Omega t\right)}.

## Вынужденные колебаниягармонического осциллятора

### Консервативныйгармонический осциллятор
Второй закон Ньютона для такого осциллятора запишется в виде: {\displaystyle ma=-kx+F_{0}\cos \left(\Omega t\right)}. Если ввести обозначения:
{\displaystyle \omega _{0}^{2}={\frac {k}{m}},\quad \Phi _{0}={\frac {F_{0}}{m}}}
и заменить ускорение на вторую производную от координаты по времени, то получим следующее обыкновенное дифференциальное уравнение:
{\displaystyle {\ddot {x}}+\omega _{0}^{2}x=\Phi _{0}\cos(\Omega t)}
Решением этого уравнения будет сумма общего решения однородного уравнения и частного решения неоднородного.
Общее решение однородного уравнения было уже получено здесь и оно имеет вид:
{\displaystyle x(t)=A\sin \left(\omega _{0}t+\varphi \right)},
где {\displaystyle A,\varphi } — произвольные постоянные, которые определяются из начальных условий.
Найдём частное решение. Для этого подставим в уравнение решение вида: {\displaystyle x(t)=B\cos \left(\Omega t\right)} и получим значение для константы:
{\displaystyle B={\frac {\Phi _{0}}{\omega _{0}^{2}-\Omega ^{2}}}}
Тогда окончательное решение запишется в виде:

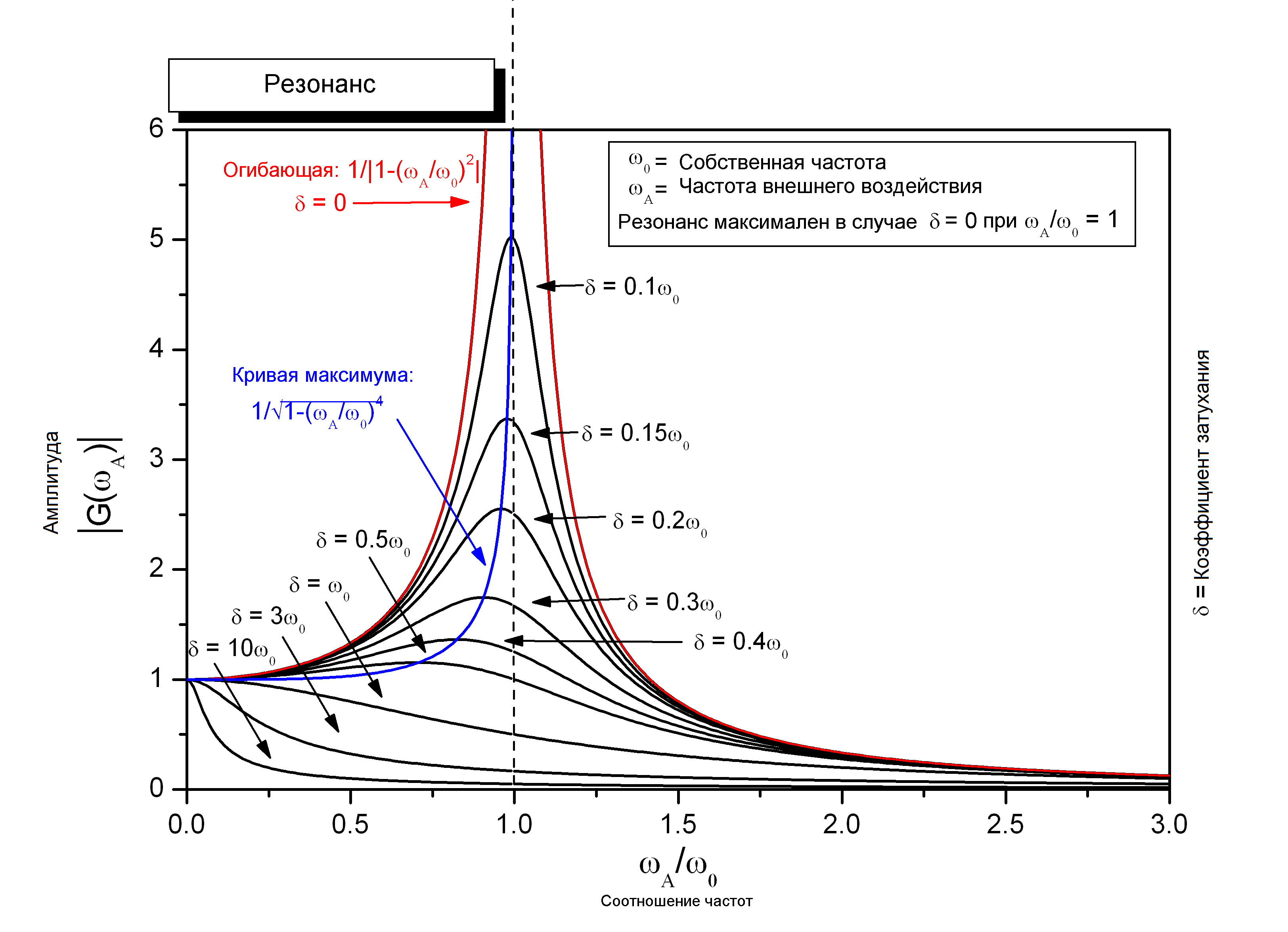
Эффект резонанса для разных частот внешнего воздействия и коэффициентов затухания

{\displaystyle x(t)=A\sin \left(\omega _{0}t+\varphi \right)+{\frac {\Phi _{0}}{\omega _{0}^{2}-\Omega ^{2}}}\cos \left(\Omega t\right)}

### Резонанс
Из решения видно, что при частоте вынуждающей силы, равной частоте свободных колебаний, оно не пригодно — возникает резонанс, то есть «неограниченный» линейный рост амплитуды со временем. Из курса математического анализа известно, что решение в этом случае надо искать в виде: {\displaystyle x(t)=t\left(A\cos \left(\Omega t\right)+B\sin \left(\Omega t\right)\right)}. Подставим этот анзац в дифференциальное уравнение и получим, что
{\displaystyle A=0\qquad B={\frac {\Phi _{0}}{2\Omega }}}
Таким образом, колебания в резонансе будут описываться следующим соотношением:
{\displaystyle x(t)={\frac {\Phi _{0}}{2\Omega }}t\sin \left(\Omega t\right)}

### Затухающий гармонический осциллятор
Второй закон Ньютона:
{\displaystyle ma=-kx-\alpha v+F_{0}\cos \left(\Omega t\right)}.
Переобозначения:
{\displaystyle \omega _{0}^{2}={\frac {k}{m}},\qquad \Phi _{0}={\frac {F_{0}}{m}},\qquad \zeta ={\frac {\alpha }{2{\sqrt {km}}}}}
Дифференциальное уравнение:
{\displaystyle {\ddot {x}}+2\zeta \omega _{0}{\dot {x}}+\omega _{0}^{2}x=\Phi _{0}\cos \left(\Omega t\right)}
Его решение будет строиться, как сумма решений однородного уравнения и частного решения неоднородного. Анализ однородного уравнения приведён здесь. Получим и проанализируем частное решение.
Запишем вынуждающую силу следующим образом: {\displaystyle \Phi _{0}\cos \Omega t=\Phi _{0}Re\,e^{-i\Omega t}}, тогда решение будем искать в виде: {\displaystyle x(t)=Ae^{-i\Omega t}}, где {\displaystyle A\in \mathbb {C} }. Подставим это решение в уравнение и найдём выражение для {\displaystyle A}:
{\displaystyle A={\frac {\Phi _{0}}{\omega _{0}^{2}-\Omega ^{2}-2i\zeta \Omega \omega _{0}}}={\frac {\Phi _{0}\left(\omega _{0}^{2}-\Omega ^{2}+2i\zeta \Omega \omega _{0}\right)}{\left(\omega _{0}^{2}-\Omega ^{2}\right)^{2}+4\zeta ^{2}\Omega ^{2}\omega _{0}^{2}}}=|A|e^{-i\varphi }}
где {\displaystyle |A|={\frac {\Phi _{0}}{\sqrt {\left(\omega _{0}^{2}-\Omega ^{2}\right)^{2}+4\zeta ^{2}\Omega ^{2}\omega _{0}^{2}}}},\qquad \varphi =-\arctan {\frac {2\zeta \Omega \omega _{0}}{\omega _{0}^{2}-\Omega ^{2}}}}
Полное решение имеет вид:
{\displaystyle x(t)=e^{-\zeta \omega _{0}t}(c_{1}\cos(\omega _{\mathrm {d} }t)+c_{2}\sin(\omega _{\mathrm {d} }t))+Re\left[{\frac {\Phi _{0}\left(\omega _{0}^{2}-\Omega ^{2}+2i\zeta \Omega \omega _{0}\right)}{\left(\omega _{0}^{2}-\Omega ^{2}\right)^{2}+4\zeta ^{2}\Omega ^{2}\omega _{0}^{2}}}e^{-i\Omega t}\right]},
где {\displaystyle \omega _{\mathrm {d} }=\omega _{0}{\sqrt {1-\zeta ^{2}}}} — собственная частота затухающих колебаний.
Константы {\displaystyle c_{1}} и {\displaystyle c_{2}} в каждом из случаев определяются из начальных условий:
{\displaystyle \left\{{\begin{array}{ccc}x(0)&=&x_{0}\\{\dot {x}}(0)&=&v_{0}\end{array}}\right.}
В этом случае, в отличие от осциллятора без трения, амплитуда колебаний в резонансе имеет конечную величину.
Если мы рассмотрим устоявший процесс, то есть ситуацию при {\displaystyle t\,\to \,\infty }, то решение однородного уравнения будет стремиться к нулю и останется только частное решение:
{\displaystyle x(t\to \infty )=\Phi _{0}{\frac {\left(\omega _{0}^{2}-\Omega ^{2}\right)\cos {\Omega t}+2\zeta \Omega \sin {\Omega t}}{\left(\omega _{0}^{2}-\Omega ^{2}\right)^{2}+4\zeta ^{2}\Omega ^{2}}}={\frac {\Phi _{0}}{\sqrt {(\omega _{0}^{2}-\Omega ^{2})^{2}+4\zeta ^{2}\omega _{0}^{2}\Omega ^{2}}}}\cos(\Omega t-\varphi )}
Это означает, что при {\displaystyle t\,\to \,\infty } система «забывает» начальные условия, и характер колебаний зависит только от вынуждающей силы.
Работа, совершаемая вынуждающей силой {\displaystyle F(t)=F_{0}\cos \left(\Omega t\right)} за время {\displaystyle dt\ }, равна {\displaystyle Fdx\ }, а мощность {\displaystyle P=F{\frac {dx}{dt}}}.
Из уравнения
{\displaystyle {\ddot {x}}+2\zeta \omega _{0}{\dot {x}}+\omega _{0}^{2}x=\Phi _{0}\cos \left(\Omega t\right)}
следует, что
{\displaystyle P(t)=F{\dot {x}}=({\ddot {x}}+2\zeta \omega _{0}{\dot {x}}+\omega _{0}^{2}x)m{\dot {x}}}
Если учесть, что при установившихся вынужденных колебаниях
{\displaystyle x\,=A\,\cos(\Omega t-\varphi )}
{\displaystyle {\dot {x}}=-A\Omega \sin(\Omega t-\varphi )}
{\displaystyle {\ddot {x}}=-A\Omega ^{2}\cos(\Omega t-\varphi )}
то тогда средняя за период {\displaystyle T={\frac {2\pi }{\Omega }}} мощность:
{\displaystyle P={\frac {m}{T}}\int _{0}^{T}({\ddot {x}}+2\zeta \omega _{0}{\dot {x}}+\omega _{0}^{2}x){\dot {x}}dt=A^{2}m\zeta \omega _{0}\Omega ^{2}}
Работа за период
{\displaystyle W=m\int _{0}^{T}({\ddot {x}}+2\zeta \omega _{0}{\dot {x}}+\omega _{0}^{2}x){\dot {x}}dt=A^{2}m\zeta \omega _{0}\Omega ^{2}T=2\pi A^{2}m\zeta \omega _{0}\Omega }